# Festival Paradiso de Barrax
El Festival de Cine Paradiso de Barrax es un certamen cinematográfico nacional de cortometrajes. Se celebra anualmente en el mes de julio en el municipio español de Barrax (Albacete). Su primera edición arrancó en 2005.
El Festival de Cine Paradiso de Barrax pretende unir el cine más innovador con el más tradicional. En Paradiso tienen cabida todo tipo de artes audiovisuales, desde los últimos cortometrajes y largometrajes del cine español hasta cursos y talleres de creación audiovisual.
Con esto se pretende dar a conocer un tipo de cine desconocido para la mayoría rural, hacer que deseen grabar cortometrajes y a su vez que apasionados del cine vayan a Barrax a descubrir una cultura y arte singulares.
Por Barrax han pasado cortometrajes de la talla de "Miente", de Isabel de Ocampo, primer premio en Barrax en 2008 y ganador del Goya 2009, "Misterio" de Chema García Ibarra, o "Aquel No Era Yo" de Esteban Crespo, premio del público 2013 y nominado al Oscar 2014.
Además de cortometrajes, han pasado directores como Álvaro Pástor y Antonio Naharro de la película "Yo También".

## Historia
El festival comienza con la aparición de la Asociación Cultural de Cine Paradiso que se fundó en 2005. El cine del pueblo cerró en los años 80 por lo que la Asociación decidió recuperar la cultura cinematográfica en el pequeño pueblo de 2.000 habitantes 20 años después.
El certamen empezó recibiendo 5 cortos de la provincia de Albacete, al año siguiente el número aumentó considerablemente y en la actualidad son más de 300 autores que envían sus obras al certamen.
Recibe una media de 3.000 asistentes y es conocido a nivel nacional y en América Latina.

## Secciones
El Festival de Cine Paradiso tiene varias secciones: competitivas, de exhibición o talleres.

### Concurso Nacional de Cortometrajes
Es el concurso con el que nació el Festival. En esta sección han ganado cortometrajes de la talla de "El ataque de los robots de Nebulosa-5", de Chema García Ibarra, ganador del Melíés de Oro 2010; "Misterio", del mismo director, participante en la Selección Oficial de Berlín y en el Festival de Cine de Sundance o "Aquel no era yo", de Esteban Crespo, ganador del Goya 2013 y nominado al Oscar 2014 al mejor cortometraje.

### Concurso BarraXpress
Este concurso nació en 2009. Dirigido a los directores con un perfil más innovador, arriesgado y joven. Este concurso pretende que sus concursantes graben y editen un cortometraje en 48 horas y sin salir del término municipal de Barrax. Dentro del mismo se puede participar con temática libre o a través de un guion elaborado por La Asociación Cultural la Coscoja que pretende recuperar el entorno histórico de Barrax

### Largometrajes
Paradiso tiene una pequeña muestra de largometrajes. Han pasado por su pantallas películas como "Pagafantas", de Borja Cobeaga "Primos" de Daniel Sánchez Arévalo o películas más independientes como "Blog" de Elena Trapé.

### Encuentro de Jóvenes Creadores
El Encuentro de Jóvenes Creadores se lleva a cabo durante el Festival, coincidiendo con proyecciones y distintos actos. Es una experiencia para el intercambio de obras y el aprendizaje.
El Encuentro nació en la VI Edición, con Tirso Calero, guionista de televisión en series como Bandolera o Amar en Tiempos Revueltos.
También el Encuentro ha contado con Chema García Ibarra cortometrajista premiado en multitud de festivales y Jesús Ramos Huete, videoartista catalán de fama internacional.

### Cine Para Peques
Esta sección se dirige al público infantil. Consiste en una pequeña muestra de cortometrajes o largometrajes alternativos al circuito comercial.

## Eventos paralelos

### Paradiso Pop
Conciertos de bandas Pop que se integran en los distintos escenarios del festival. Han actuado grupos como "Híbrido", "Los Ginkas" o "Lecciones de Vuelo" han actuado en Barrax

### Talleres
Durante el festival se realizan diferente talleres de distinta índole. Una de estas actividades es el Maquillaje de Cine, donde se enseñan a los niños a caracterizarse.
En otra ocasión el equipo de especialistas de José Antonio Rojo, los asistentes pudieron ver los trucos de los especialistas con el fuego, las explosiones o las artes marciales.